# Cuộc di tản của người Armenia khỏi Nagorno-Karabakh
Vào ngày 19–20 tháng 9 năm 2023, Azerbaijan bắt đầu một cuộc tấn công quân sự ở khu vực tranh chấp Nagorno-Karabakh, kết thúc bằng việc Cộng hòa Artsakh tự tuyên bố đầu hàng và giải tán các lực lượng vũ trang của nước này. Cho đến khi xảy ra cuộc tấn công quân sự, khu vực này được quốc tế công nhận là một phần của Azerbaijan nhưng do người dân tộc Armenia cai trị và sinh sống.
Trước Chiến tranh Nagorno-Karabakh lần thứ hai vào năm 2020, dân số khu vực này ước tính khoảng 150.000 người và đã giảm sau chiến tranh. Đối mặt với các mối đe dọa thanh lọc sắc tộc bởi Azerbaijan và đấu tranh trong bối cảnh bị phong tỏa kéo dài 9 tháng, 100.400 người dân tộc Armenia, chiếm 99% dân số còn lại của Nagorno-Karabakh, cuối cùng đã di tản vào tháng 9 năm 2023, để lại vài chục người trong khu vực.
Sự di tản hàng loạt người dân này đã được các chuyên gia quốc tế mô tả là tội ác chiến tranh hoặc tội ác chống lại loài người. 218 thường dân thiệt mạng trong vụ nổ tại trạm xăng dầu Berkadzor, và 70 thường dân chết trên đường chạy trốn sang Armenia. Trong khi chính phủ Azerbaijan đưa ra đảm bảo rằng người dân Armenia sẽ được tái hòa nhập một cách an toàn, những tuyên bố này được coi là không đáng tin cậy do lịch sử lâu đời của Azerbaijan về chủ nghĩa độc tài và các hành vi đàn áp người dân Armenia của họ.